# Polderweg
De Polderweg is een straat in Amsterdam-Oost.

## Geschiedenis
De straat kreeg in 1915 haar naam per raadsbesluit 13 oktober 1915, een vernoeming naar de situatie zoals die hier is geweest, een polder. De straat liep in het begin vanaf de Linnaeusstraat tot aan de Spoorlijn Amsterdam – Amersfoort. In de Spoorwegwerken Oost kwam het spoor op een dijklichaam te liggen en kwam er een spoorviaduct, die in verband met de haakse ligging op het spoor niet geheel aansloot aan de Polderweg, deze weg boog langs het spoortraject zuidwaarts af naar de onderdoorgang.
De Polderweg vormde de noordgrens van de Oostergasfabriek en bood daarna in de voormalige ammoniakfabriek tot 2007 plaats aan dierenasiel Amsterdam-Oost. 
Tijdens de herinrichting begin 21e eeuw kreeg de weg een verlengstuk tot over de Ringvaart tot aan de Linnaeuskade in de Watergraafsmeer. Er werd een nieuwe brug 2360 voor aangelegd.

## Gebouwen
Rond 2000 vond er een uitgebreide sloopronde plaats alsook werden de terreinen van de Oostergasfabriek gesaneerd en schoongemaakt voor woningbouw. De meeste gebouwen aan de Polderweg ontkwamen niet aan de slopershamer. Twee gebouwen aan het begin en eind van de straat, architectonisch elkaars tegenpolen, bleven gespaard en kregen gezelschap van nieuwe architectuur. Ook een buurt tussen de Polderweg en het dijklichaam richting Station Amsterdam Amstel bleef gespaard.

### Gebouwen 2019
| Object            | Bouwperiode | Monumentenstatus      | Omschrijving | Afbeelding |
| ----------------- | ----------- | --------------------- | --- | ---------- |
| Polderweg 2-90    | 1965        | geen                  | Architect Mart Stam Gebouw bekend als Polderwegflat |            |
| Polderweg 3       | 1993-1995   | geen                  | Architectenbureau Herman Hertzberger In 1993-2000 gebouwd voor het Montessori College Oost met ongeveer 1000 leerlingen voor voorbereidend beroepsonderwijs                                        |            |
| Polderweg 3       | 2016-2018   | geen                  | Architectenbureau Herman Hertzberger De school en buurt had behoefte aan een sporthal. Het bureau ontwierp een “hal op poten” dat zowel bij de school past als zelfstandig is, aldus de architect. |            |
| Polderweg 92-264  | 2013-2014   | geen                  | Soeters van Eldonk Architecten Complex van 160 woningen met winkels en parkeergarage, zich uitstrekkende over Land van Cocagneplein 3 en Waldenlaan 3-181; gebouwd onder de naam Oostpoort Blok 3  |            |
| Polderweg 474-494 |             | geen                  | Hoekpand met flauwe bocht |            |
| Polderweg 502-646 | 2015        | geen                  | Appartementencomplex ontworpen door Heren 5 Architecten met tekenen van Amsterdamse School |            |
| Polderweg 648     |             | gemeentelijk monument | Voormalige ammoniakfabriek, enige nog oorspronkelijke bebouwing |            |

### Verdwenen gebouwen
Aan de weg stonden jarenlang drie opvallende gebouwen:
| Object        | Bouwperiode    | Omschrijving | Afbeelding |
| ------------- | -------------- | --- | ---------- |
| Polderweg 2   | 1928           | Op de hoek van de Polderweg en Linnaeusstraat stond een Joodse synagoge naar een ontwerp van Jacobus Baars, deze synagoge werd ingewijd in september 1928, deed twaalf jaar goede dienst, het interieur werd echter in de Tweede Wereldoorlog vernield. Doordat het overgrote deel van de in de Transvaalbuurt wonende Joden was gedeporteerd en omgebracht was de synagoge na die oorlog veel te groot en zocht men onderdak in een ander kleiner gebouw aan de Linnaeusstraat. Het werd eindjaren 50 afgebroken; de architect overleed vlak na de laatste dienst in de synagoge; op de plaats kwam de Polderwegflat. |            |
| Polderweg 102 | 1922 (verbouw) | In 1922 verbouwde de Dienst der Publieke Werken werkplaatsgebouwen van de Oostergasfabriek om tot een 3-jarige HBS gevestigd. |            |
| Polderweg 102 | 1934           | In 1934 besteedde de architect Karel Petrus Tholens een rooms-katholieke Ambachtschool (Don Boscoschool) aan op wat later huisnummer 102 werd; de school werd in 1935 geopend, fuseerde met de Montessorischool en ging eind 2004 tegen de vlakte; Louis van Gaal was er enige tijd docent; een van de leerlingen was Joop van den Ende. |            |

## Kunst
Op drie plaatsen zijn artistieke kunstwerken te zien:
- voor de Montessorischool hebben leerlingen een mozaïekversiering ontworpen voor de zitmuur; over de gehele lengte van de zitmuur zijn teksten te lezen;
- het midden van de voor en achtergevel van het complex 502-646 zijn opgesierd met glas-in-loodwerken van Stefan Glerum; opdrachtgever was Ymere met assistentie van het Amsterdamse Fonds voor de Kunsten (AFK); de twee achttien meter hoge gevelversieringen verwijzen naar de zaken die in de buurt speelden zoals het gas winnen uit kool, het Sportfondsenbad Oost en de eerder genoemde Don Boscoschool, een melk- en verffabriek (voorgevel) en bijvoorbeeld het laboratorium van Ernst Laqueur in de achtergevel. Ook is er een verwijzing naar de Joodse Synagoge van huisnummer 2.[8]
- Noch einmal, een metershoog beeld van Henk Visch langs de spoordijk.

### Afbeeldingen

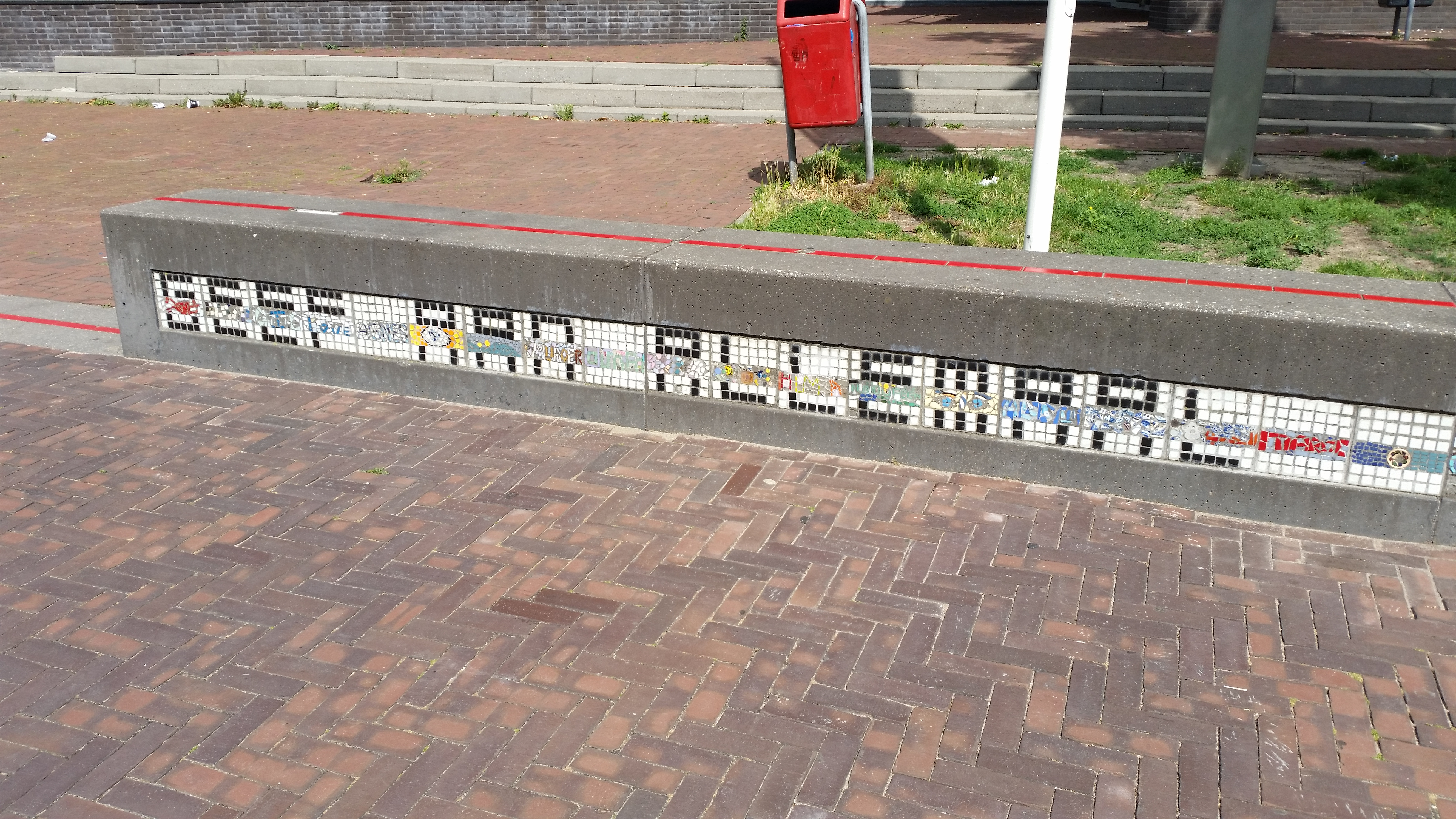
Zitmuur met mozaïek (augustus 2019)
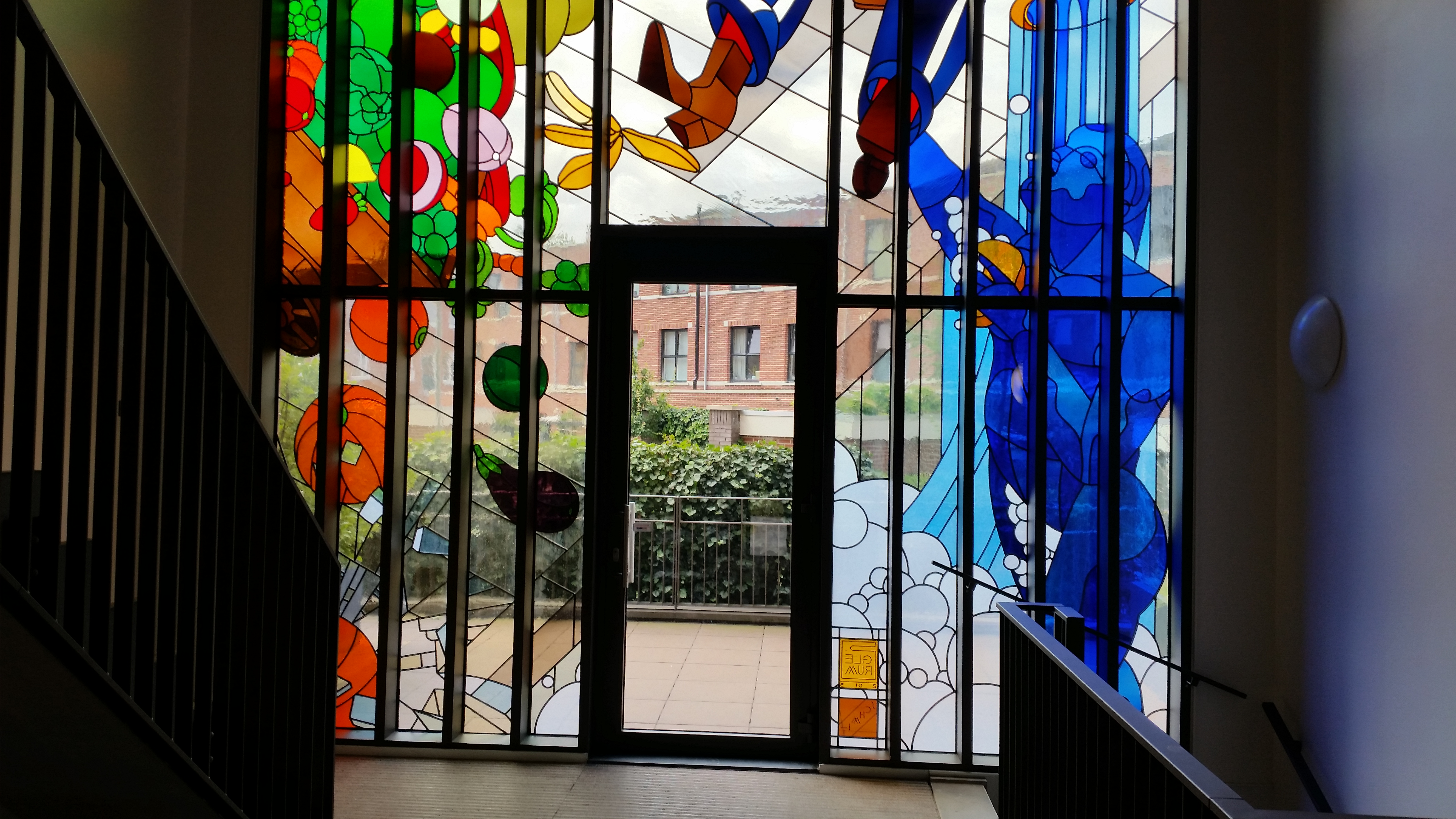
Glas-in-loodraam (detail, juli 2019)